# Clitònim
Clitònim (Cleitonymus, Kleitónymos, Κλειτώνυμος) fou un historiador grec de data desconeguda que va escriure sobre Itàlia i sobre Síbaris, obres esmentades per Plutarc.